# Cymbidium insigne
Cymbidium insigne är en orkidéart som beskrevs av Robert Allen Rolfe. Cymbidium insigne ingår i släktet Cymbidium, och familjen orkidéer.

## Underarter
Arten delas in i följande underarter:
- C. i. insigne
- C. i. seidenfadenii